# Vögel (Familienname)
Vögel ist ein deutscher Familienname.

## Herkunft und Bedeutung
Vögel ist eine Variante des Familiennamens Vogel.

## Namensträger
- Adolf Vögel (1891–1972), österreichischer Politiker (CS, ÖVP)
- Johann Peter Vögel (1852–1936), österreichischer Politiker
- Maria Pacis Irene Vögel (1931–2010), österreichische römisch-katholische Ordensschwester und Missionarin
- Stefan Vögel (* 1969), österreichischer Theaterautor, Schauspieler und Kabarettist